# Distretto di Hazu
Il distretto di Hazu (幡豆郡, Hazu-gun?) è stato uno dei distretti della prefettura di Aichi, in Giappone.
Il 1º aprile 2011 il distretto è stato soppresso, ed i comuni di Hazu, Isshiki e Kira, che ne facevano parte, sono stati inglobati nella municipalità di Nishio. A seguito di tale fusione, Nishio, che fino ad allora era una cittadina, ha acquisito lo status di città.
| Controllo di autorità | VIAF (EN) 260259654 |